# One for the Angels
"One for the Angels" é o segundo episódio da série americana antológica para televisão The Twilight Zone. Foi ao ar originalmente em 9 de outubro de 1959 na CBS.

## Narração de abertura
| “ | Cena de rua: Versão. No presente. O homem que está na calçada se chama Lew Bookman, de sessenta anos. Ocupação: camelô. Lew Bookman, um acessório do verão, um componente um tanto insignificante de um julho quente, um homenzinho comum e indescritível cuja vida é uma esteira construída com calçadas. E em apenas um momento, Lew Bookman terá que se preocupar com a sobrevivência - porque a partir das três horas desta tarde quente de julho, ele será perseguido por o Sr. Morte. | ” |

## Enredo
Lew Bookman é um gentil camelô que vende e repara brinquedos, acessórios e bugigangas, e é adorado pelas crianças da vizinhança. Um dia, Bookman é visitado pelo Sr. Morte, que lhe diz que ele deve morrer à meia-noite de causas naturais. Ele tenta dissuadir Morte, ao tentar o convencer de que ainda tem grandes feitos a serem realizados, mas sem sucesso. Bookman, no entanto, eventualmente o convence a esperar até que ele faça sua maior venda: "um para os anjos". Depois que Morte concordou com a extensão e perguntou quando essa grande venda poderia acontecer, Bookman diz que ele está se aposentando, orgulhoso por ter enganado Morte com sucesso. O Sr. Morte admite que Bookman encontrou uma brecha em seu acordo, mas avisa que outra pessoa agora tem que morrer em seu lugar. Morte escolhe então Maggie, uma garotinha que mora no prédio de Bookman e é amiga dele.
Maggie é atropelada por um caminhão e entra em coma; Morte pretende estar em seu quarto ao bater da meia-noite para "leva-la". Bookman implora que Morte o leve em seu lugar, mas Morte é inflexível; Um acordo é um acordo. Bookman pega seus produtos e começa a vender eloquentemente um item após o outro, fazendo o maior discurso de vendas de sua vida - um tão grande que ele mesmo incita Morte a comprar os seus produtos um após o outro até que todos em sua caixa sejam vendidos. Faltando um minuto para a meia-noite, ele oferece sua "Piece de Resistance"; ele se apresenta como o produto final. Morte fica tão comovida que a meia-noite passa e ele perde seu encontro com Maggie. Maggie acorda e, quando seu médico sai do apartamento e vê Bookman, ele garante que Maggie viverá.
Morte observa que, ao fazer aquele grande discurso de vendas, Bookman cumpriu os termos originais do negócio. Agora satisfeito e disposto a aceitar seu destino, Bookman parte para o céu com Morte. Ele vai buscar a sua caixa de mercadorias para trazer consigo, lembrando que "nunca se sabe quem pode precisar de alguma coisa lá em cima". Ele olha para Morte, acrescentando esperançoso: "Lá em cima?" e Morte responde: "Lá em cima, Sr. Bookman. Você conseguiu."

## Narração de encerramento
| “ | Lewis J. Bookman, 60 anos. Ocupação: camelô. Anteriormente um elemento fixo do verão, anteriormente um componente bastante secundário para um julho quente. Mas, ao longo de sua vida, um homem amado pelas crianças e, portanto, um homem muito importante. Não poderia acontecer, você diz? Provavelmente não na maioria dos lugares - mas aconteceu na Twilight Zone. | ” |